# ФК „Галатасарай“
Галатасарай СК (на турски: Galatasaray Spor Kulübü) е турски футболен клуб. Отборът е от град Истанбул и играе мачовете си на стадион Рамс Парк, който се намира на около 5 км от центъра на града. Отборът се състезава в Турската суперлига и по броя на титлите си е най-успешния отбор в историята на Турски футбол. Клубът е печелил 25 пъти най-високото ниво в турското футболно първенство, 19 пъти Купа на Турция, 17 пъти Суперкупа на Турция и един път Купата на УЕФА. Това е единствения клуб от Турция носител на трофей от европейските клубни турнири, след като през 2000 г. печели Купата на УЕФА с победа на финала над Арсенал с 4:1 след изпълнение на дузпи. Година по-късно завоюва и Суперкупата на Европа след победа над актуалния тогава носител на трофея от Шампионската лига отбор на Реал Мадрид, като го побеждава с 2:1 след продължения. Има и един полуфинал от турнира за КЕШ където отпада от Стяуа Букурещ с общ резултат 1:5.
Спортен Клуб Галатасарай развива още секции по лека атлетика, баскетбол, волейбол, водна топка, плуване, Гребане, Ветроходство, джудо, Бридж, конен и автомобилни спортове.

## Състав
Последна актуализация: 8 юли 2025 г.

## Стадион
„Тюрк Телеком Арена“ се намира в югозападната част на Истанбул и е дом на „Галатасарай“ от 2011 г. насам. Преди това клубът играе своите срещи на „Али Сами Йен". Галатасарай“ изиграва своя първи мач тук на 15 януари 2011 г. в мач от Турската Суперлига срещу Бешикташ. През годините клубът използва съвместно стадиона и с други турски отбори, като Фенербахче и Трабзонспор. „Тюрк Телеком Арена“ разполага с 52 652 (седящи), 70 000 (с правостоящите) е собственост на град Истанбул.

## Успехи

### Национални
Суперлига Турция
- Шампион (25, рекорд):  1961/62, 1962/63, 1968/69, 1970/71, 1971/72, 1972/73, 1986/87, 1987/88, 1992/93, 1993/94, 1996/97, 1997/98, 1998/99, 1999/00, 2001/02, 2005/06, 2007/08, 2011/12, 2012/13, 2014/15, 2017/18, 2018/19, 2022/23, 2023/24, 2024/25
- Вицешампион (11): 1959, 1960/61, 1965/66, 1974/75, 1978/79, 1985/86, 1990/91, 2000/01, 2002/03, 2013/14, 2020/21
- Трето място (16): 1959/60, 1963/64, 1964/65, 1966/67, 1967/68, 1975/76, 1977/78, 1980/81, 1982/83, 1983/84, 1988/89, 1991/92, 1994/95, 2004/05, 2006/07, 2009/10

Купа на Турция
- Носител (19, рекорд): 1962/63, 1963/64, 1964/65, 1965/66, 1972/73, 1975/76, 1981/82, 1984/85, 1990/91, 1992/93, 1995/96, 1998/99, 1999/00, 2004/05, 2013/14, 2014/15, 2015/16, 2018/19, 2024/25
  -  Финалист (5): 1969, 1980, 1994, 1995, 1998

Купа на президента/Суперкупа на Турция
- Носител (16, рекорд): 1966, 1969, 1972, 1982, 1987, 1988, 1991, 1993, 1996, 1997, 2008, 2012, 2013, 2015, 2016, 2019
  -  Финалист (10): 1971, 1973, 1976, 1985, 1994, 1998, 2006, 2014, 2018, 2024

### Европейски
- Шампионска лига (КЕШ):
  - Полуфинал: 1988/89
  - Четвъртфинал (4): 1962/63, 1969/70, 2000/01, 2012/13

- Купа на УЕФА/ Лига Европа:
  -  Носител (1): 1999/2000

- Купа на носителите на купи (КНК):
  - Четвъртфинал (1): 1991/92

- Суперкупа на Европа:
  -  Носител (1): 2000

- Емирейтс Къп:
  -  Носител (1): 2013

- Купа на часовете
  -  Носител (1): 2016

- Международна купа на шампионите:
  -  Носител (1): 2004

### Регионални
- Купа на премиер-министъра на Турция:
  -  Носител (5): 1975, 1979, 1986, 1990, 1995

- Купа на Турската федерация по футбол:
  -  Финалист (2): 1956/57, 1957/58

- Купа на TSYD:
  -  Носител (12, рекорд): 1964, 1967, 1968, 1971, 1978, 1982, 1988, 1992, 1993, 1998, 1999, 2000

- Истанбулска футболна лига:
  -  Шампион (18): 1908/09, 1909/10, 1910/11, 1913/14, 1914/15, 1915/16, 1917/18, 1922/23, 1923/24, 1924/25, 1925/26, 1928/29, 1930/31, 1937/38, 1948/49, 1954/55, 1955/56, 1957/58

- Национална лига:
  -  Шампион (1): 1939

- Купа на Истанбул:
  -  Носител (2): 1942, 1943

- Купа на Ататюрк:
  -  Финалист (2): 1964, 2000

- Купа на Ататюрк Гази:
  -  Носител (1): 1928

- Купа на петдесетлетието:
  -  Носител (1, рекорд): 1973 (турнирът се провежда само веднъж)

- Купа на обединението:
  -  Носител (1): 1909

- Истанбул Шийлд:
  -  Носител (1): 1933

## Известни футболисти
- Метин Октай
- Фатих Терим
- Суат Кая
- Тугай Керимоглу
- Ариф Ердем
- Хакан Шюкюр
- Емре Белозоглу
- Юмит Давала
- Юмит Каран
- Хасан Шаш
- Арда Туран
- Колин Казъм
- Дийн Сондърс
- Георге Хаджи
- Георге Попеску
- Флорин Брату
- Габриел Тамаш
- Клаудио Тафарел
- Марио Жардел
- Сезар Пратеш
- Флавио Консейсао
- Фарид Мондрагон
- Хаим Ревиво
- Брад Фридъл
- Абел Шавиер
- Фернандо Мейра
- Франк де Бур
- Ригоберт Сонг
- Франк Рибери
- Саша Илич
- Юничи Инамото
- Шабани Нонда
- Хари Кюъл
- Милан Барош
- Абдул Кадер Кейта
- Елано
- Леонардо Франко
- Лукас Нийл
- Жо
- Джовани дос Сантос
- Звездан Мисимович
- Емилиано Инсуа
- Лукас Нейл
- Лорик Кана
- Хуан Емануел Кулио
- Томаш Уйфалуши
- Фелипе Мело
- Уесли Снайдер
- Дидие Дрогба
- Алберт Риера
- Морган де Сантис
- Джевад Прекази

## Български футболисти
- Борис Николов: 1905/12
- Благой Балъкчиев: 1905/ 07
- Тодор Божков: 1909/11 - (5 мача - 0 гола)
- Щерьо: 1909/11 - (5 мача - 0 гола)
- Рафи Рафиев: 1989/90 - (0 мача - 0 гола)
- Несим Нешадов: 1991/92 - (0 мача - 0 гола)
- Шевкет Мустафов: 1991/ 93 (28 мача, 3 гола)

## Бивши треньори
- Томислав Ивич
- Юп Дервал
- Карл-Хайнц Фелдкамп
- Греъм Сунес
- Фатих Терим
- Мирча Луческу
- Георге Хаджи
- Ерик Геретс
- Михаел Скибе
- Бюлент Коркмаз
- Роберто Манчини
- Франк Рийкард